# Sew

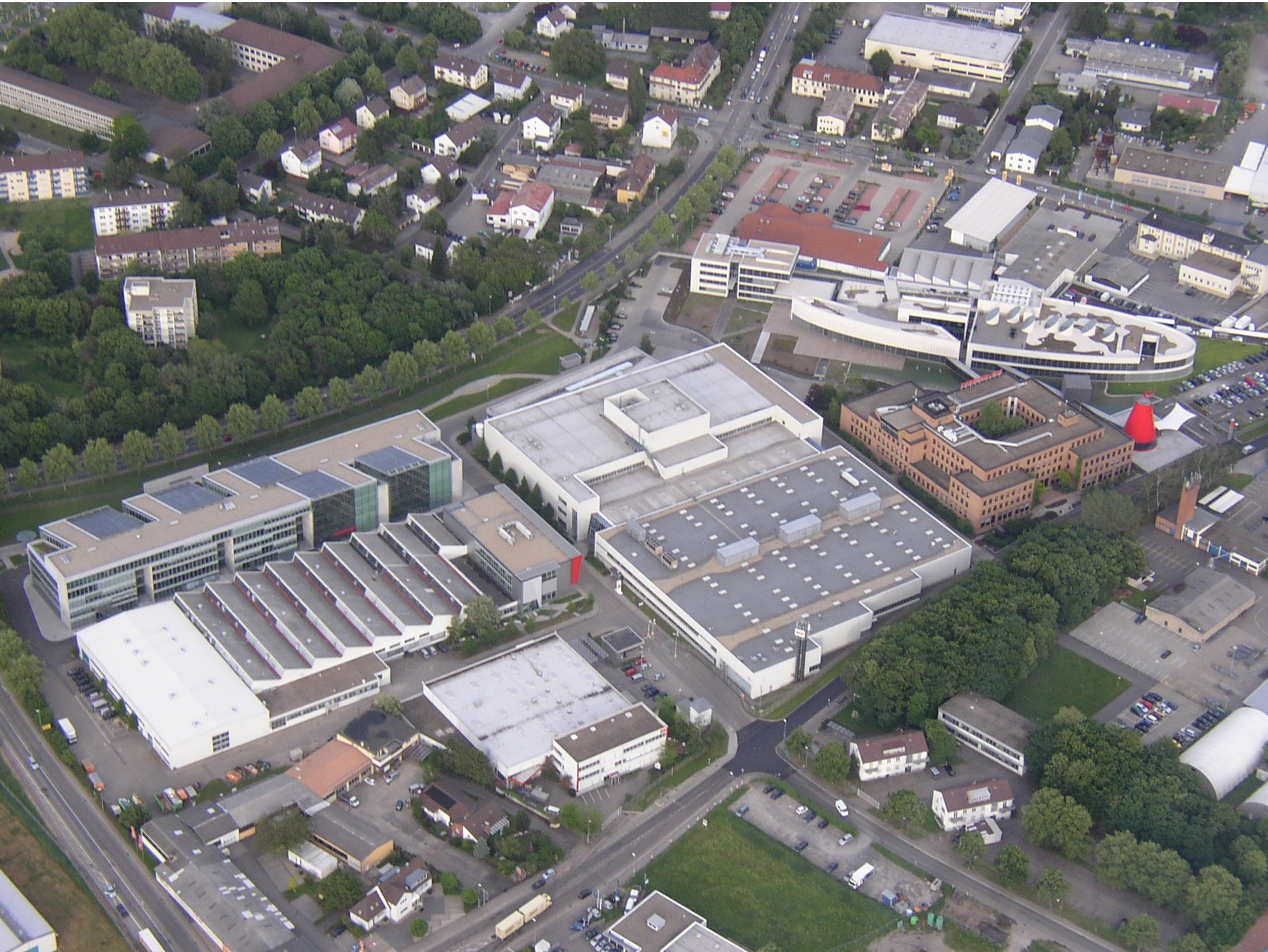
公司厂区航拍图

SEW全称SEW-Eurodrive，中文名赛威传动，是由在1931年于德国建立的一家制造公司。原名为（南德电动机工厂）的縮寫。

## 发展历史
目前，SEW已经发展成为跨国企业，主要生产伺服电机，变频器,分散控制系统和减速电机，员工超过11,000人，年销售额超过20亿欧元。 
SEW总部设在德国南部的布赫萨尔,其制造装配和服务中心遍布世界各地。SEW是分散控制技术的领导者，生产的产品诸如Movimot ， Movigear（IE4） ， Moviswitch ，和Movitrans系列 。此外，它已经进入了大型工业齿轮箱的市场，其产品如螺旋型，锥螺旋型，和行星型变速箱。 
SEW的下一步发展是用新的被设计为新时代高效率标准的DR发动机系列来代替已经有30年历史的DT/DV系列。DR系列发动机完全遵守EuP Lot 11标准。 EuP Lot 11是新的欧洲效率强制性标准，并在2011年取代现有的自愿协议。新系列的电动机相比老系列有很多优势，而且符合SEW公司所制定相同的高标准。
SEW- Eurodrive通过使其制造的电动机和减速器完美配合成为该行业的标志。通过技术使相互排斥的优化方案共同发挥效力，从而相比“行业标准”的同时，实现更好的服务 。这些优秀的配合方案使得SEW的单个产品被拼装为一个整体解决方案和那些“现成”配置一样并且更符合客户需求。 
SEW最初为电动机生产厂，直到1945年盟军战略司令部将其厂房轰炸成废墟。继德国投降后，该公司通过马歇尔计划成为美国的一个实体企业。直到1948年，该公司才被归回原主 Blickles 。从此齿轮电机逐渐成为SEW的主要产品和技术。

## 研究項目efeuCampus
SEW是未来城市智能物流系统efeuCampus项目的合作伙伴，该项目坐落于布鲁赫萨尔 布鲁赫萨尔 市，由巴登-符騰堡和歐羅巴聯盟共同资助。SEW在此项目中负责智能运输车辆，以及基础设施的研究和开发。SEW具体负责自动感应充电系统，电动车辆，5G通信网络，以及收发测试区域居民包裹和可回收材料的工作。该项目的目标是，把工业领域中的创新解决方案移植到城市物流系统中去。